# Metropolitana di Salvador
La metropolitana di Salvador è la rete di linee metropolitane che serve la città brasiliana di Salvador.

## Storia
La costruzione della metropolitana iniziò nel 2000; dopo svariate interruzioni la prima tratta della linea 1 fu aperta al traffico l'11 giugno 2014, in occasione del campionato mondiale di calcio.
Negli anni successivi la rete si espanse rapidamente: in particolare il 5 dicembre 2016 venne attivata la prima tratta della linea 2.

## Rete
La rete si compone di due linee:
- 1 Lapa - Pirajá
- 2 Acesso Norte - Aeroporto